# Suwawal Timur
Suwawal Timur is een bestuurslaag in het regentschap Jepara van de provincie Midden-Java, Indonesië. Suwawal Timur telt 5888 inwoners (volkstelling 2010).